# 퀘벡 정부 대표부

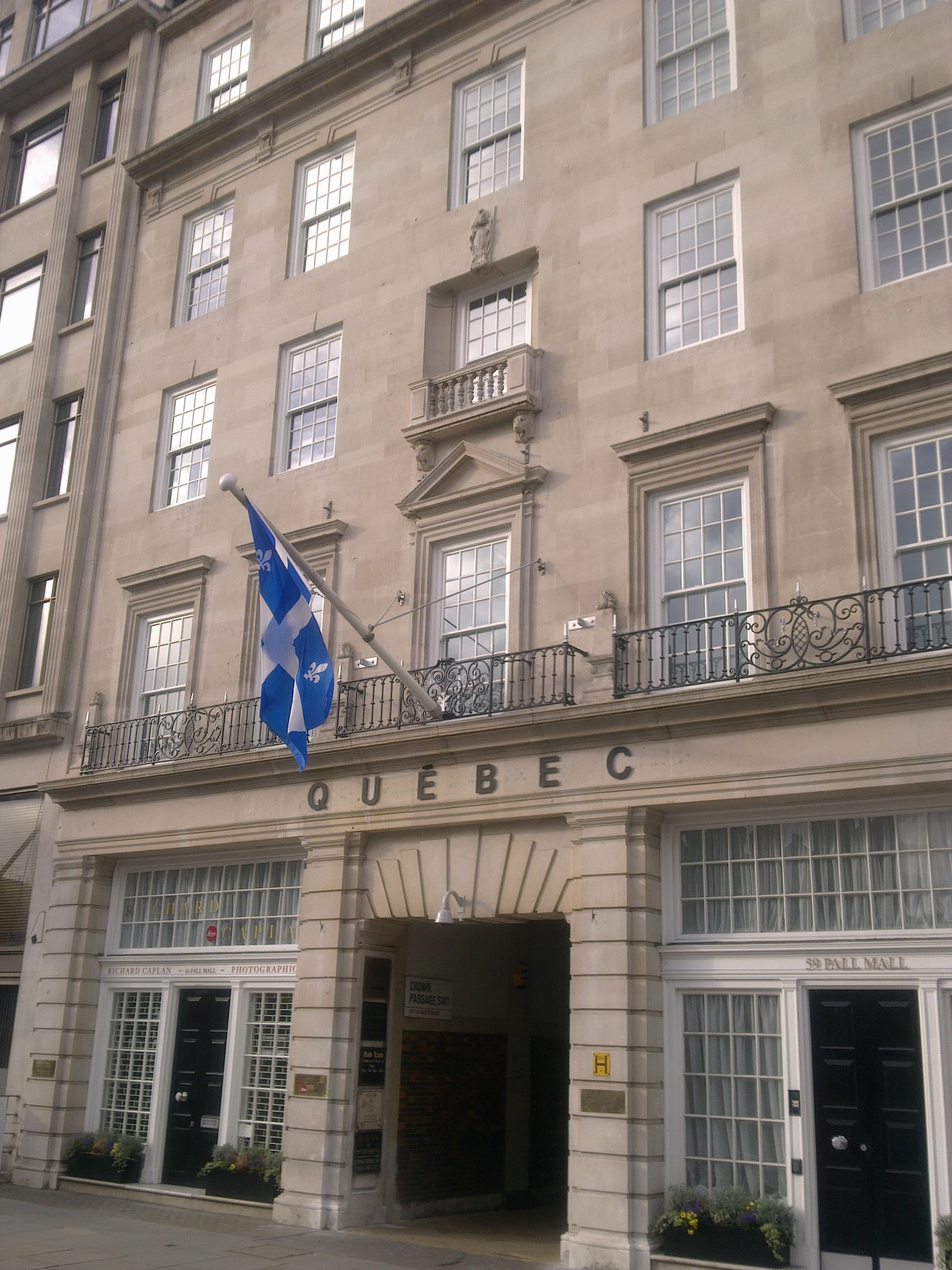
영국 런던 주재 퀘벡 정부 대표부

퀘벡 정부 대표부(프랑스어: Délégations générales du Québec, 영어: Quebec Government Offices)는 캐나다 퀘벡주 정부를 대표하는 사무소이다. 퀘벡주의 대외 관계를 담당하는 정부 부처인 국제 관계·프랑코포니부가 운영을 감독한다. 19개국에 걸친 32개의 사무소 네트워크는 8개의 총대표부, 5개의 대표부, 13개의 사무국, 5개의 무역 대표부, 2개의 국제 기구 주재 대표부로 구성되어 있다.

## 역사
퀘벡 정부는 1936년 이전에 런던, 파리, 브뤼셀에 대표 사무소를 두고 있었는데 모리스 뒤플레시 정부가 해외 주재 퀘벡 정부 사무소를 폐쇄하는 법안을 통과시켰다. 그러나 아델라르 고드부 정부가 1940년에 이 법안을 폐지했고 뉴욕에 대표 사무소를 열었다. 1944년 뒤플레시가 다시 권력을 잡았을 때에 그의 정부는 뉴욕 주재 대표 사무소를 유지했으나 다른 사무소는 열지 않았다.
1960년대 초반에 장 르사주 정부는 파리(1961년), 런던(1962년), 로마·밀라노(1965년)와 같이 해외 주재 사무소를 추가로 개설하기 시작했다. 이후 퀘벡 정부는 시카고·보스턴·라피엣·댈러스·로스앤젤레스(1970년), 뮌헨·베를린(1971년), 브뤼셀(1972년), 애틀랜타(1977년), 워싱턴 D.C.(1978년), 멕시코시티·도쿄(1980년), 베이징·산티아고(1998년), 상하이·바르셀로나(1999년), 뭄바이(2007년), 상파울루(2008년), 모스크바(2012년)에 사무소를 개설했다. 1984년에 한 퀘벡 대학교 몬트리올(UQAM) 소속 학자는 이러한 사무소들을 퀘벡의 "미니 대사관"이라고 명명했고 조용한 혁명의 일부라고 정의했다.
2022년 기준으로 퀘벡 정부는 19개국에 32개의 사무소를 두고 있다. 브뤼셀, 다카르, 런던, 로스앤젤레스, 멕시코시티, 뮌헨, 뉴욕, 파리, 도쿄에는 총대표부를 두고 있으며 애틀랜타, 보스턴, 시카고, 휴스턴, 로마에는 대표부를 두고 있다. 아비장, 바르셀로나, 베이징, 보고타, 아바나, 홍콩, 뭄바이, 라바트, 상파울루, 서울, 상하이, 싱가포르, 워싱턴 D.C.에서는 보다 제한적인 서비스를 제공하는 직원들이 사무국을 이끌고 있다, 또한 베를린, 필라델피아, 칭다오, 선전, 실리콘 밸리에는 안테나(Antenne)라고 부르는 무역 대표부를 운영하고 있다. 퀘벡 정부는 프랑코포니와 다자간 업무를 담당하는 대표부와 유네스코 주재 대표부를 두고 있는데 둘 다 파리에 본부를 두고 있다. 퀘벡주는 캐나다의 다른 주들과 마찬가지로 해외 주재 캐나다 대사관과 총영사관에도 대표부를 두고 있다.

## 퀘벡 정부 대표부 목록
퀘벡 정부 대표부는 여러 종류로 나뉜다. 총대표부는 퀘벡주의 경제, 교육, 문화, 이민 및 공공 업무를 가장 중요하게 취급한다. 대표부는 총대표부와 비슷하지만 이민 업무는 다루지 않는다. 사무국은 보다 제한적인 소수의 문제를 처리한다. 무역 사무소는 퀘벡주의 무역 사무를 처리한다.
| 도시                | 국가         | 종류                                             | 공식 웹사이트                              | 관할 국가 및 지역 |
| ------------------- | ------------ | ------------------------------------------------ | ------------------------------------------ | --- |
| 브뤼셀 (상세)       | 벨기에       | 총대표부                                         | 브뤼셀                                     | - 벨기에 - 룩셈부르크 - 네덜란드 - 유럽 연합 |
| 다카르 (상세)       | 세네갈       | 총대표부                                         | 다카르                                     | - 세네갈 - 베냉 - 부르키나파소 - 카보베르데 - 카메룬 - 가봉 - 감비아 - 기니 - 기니비사우 - 말리 - 니제르 - 토고                                                                                                 |
| 런던 (상세)         | 영국         | 총대표부                                         | 런던                                       | - 영국 - 아일랜드 - 덴마크 - 스웨덴 - 노르웨이 - 핀란드 - 아이슬란드 |
| 로스앤젤레스 (상세) | 미국         | 총대표부                                         | 로스앤젤레스                               | - 미국 - 알래스카주, 애리조나주, 캘리포니아주, 콜로라도주 - 하와이주, 아이다호주, 몬태나주 - 네바다주, 뉴멕시코주, 오리건주 - 유타주, 워싱턴주, 와이오밍주                                                      |
| 멕시코시티 (상세)   | 멕시코       | 총대표부                                         | 멕시코시티                                 | - 멕시코 (이민국은 라틴 아메리카 및 카리브해 전체를 담당함) |
| 뮌헨 (상세)         | 독일         | 총대표부                                         | 뮌헨                                       | - 독일 - 오스트리아 - 스위스 |
| 뉴욕 (상세)         | 미국         | 총대표부                                         | 뉴욕                                       | - 미국 - 델라웨어주, 켄터키주, 메릴랜드주, 뉴저지주 - 뉴욕주, 펜실베이니아주, 버지니아주, 웨스트버지니아주 |
| 파리 (상세)         | 프랑스       | 총대표부                                         | 파리                                       | - 프랑스 - 모나코 |
| 도쿄 (상세)         | 일본         | 총대표부                                         | 도쿄                                       | - 일본 |
| 애틀랜타 (상세)     | 미국         | 대표부                                           | 애틀랜타                                   | - 미국 - 앨라배마주, 노스캐롤라이나주, 사우스캐롤라이나주 - 플로리다주, 조지아주, 미시시피주 - 테네시주, 푸에르토리코, 미국령 버진아일랜드                                                                      |
| 보스턴 (상세)       | 미국         | 대표부                                           | 보스턴                                     | - 미국 - 코네티컷주, 메인주, 매사추세츠주 - 뉴햄프셔주, 로드아일랜드주, 버몬트주 |
| 시카고 (상세)       | 미국         | 대표부                                           | 시카고                                     | - 미국 - 노스다코타주, 사우스다코타주, 일리노이주, 인디애나주 - 아이오와주, 캔자스주, 미시간주, 미네소타주 - 미주리주, 네브래스카주, 오하이오주, 위스콘신주                                                     |
| 휴스턴 (상세)       | 미국         | 대표부                                           | 휴스턴                                     | - 미국 - 텍사스주, 루이지애나주, 아칸소주, 오클라호마주 |
| 로마 (상세)         | 이탈리아     | 대표부                                           | 로마                                       | - 이탈리아 - 바티칸 시국 - 산마리노 |
| 아비장 (상세)       | 코트디부아르 | 사무국                                           | 아비장                                     | - 코트디부아르 - 가나 - 나이지리아 - 라이베리아 - 시에라리온 |
| 바르셀로나 (상세)   | 스페인       | 사무국                                           | 바르셀로나                                 | - 스페인 - 포르투갈 - 안도라 |
| 베이징 (상세)       | 중국         | 사무국                                           | 베이징                                     | - 중국 - 베이징시, 충칭시, 간쑤성, 허베이성 - 헤이룽장성, 허난성, 지린성, 랴오닝성 - 내몽골 자치구, 닝샤 후이족 자치구, 칭하이성, 산시성 (섬서성) - 쓰촨성, 산둥성, 산시성 (산서성), 톈진시, 신장 위구르 자치구 |
| 보고타 (상세)       | 콜롬비아     | 사무국                                           | 보고타                                     | - 콜롬비아 |
| 아바나 (상세)       | 쿠바         | 사무국                                           | 아바나 보관됨 2022-12-08 - 웨이백 머신     | - 쿠바 |
| 홍콩 (상세)         | 중국         | 사무국                                           | 홍콩 보관됨 2022-12-08 - 웨이백 머신       | - 중국 - 홍콩, 마카오 |
| 뭄바이 (상세)       | 인도         | 사무국                                           | 뭄바이                                     | - 인도 |
| 라바트 (상세)       | 모로코       | 사무국                                           | 라바트                                     | - 모로코 - 알제리 - 튀니지 |
| 상파울루 (상세)     | 브라질       | 사무국                                           | 상파울루                                   | - 브라질 |
| 서울 (상세)         | 대한민국     | 사무국                                           | 서울                                       | - 대한민국 |
| 상하이 (상세)       | 중국         | 사무국                                           | 상하이                                     | - 중국 - 안후이성, 푸젠성, 광둥성, 광시 좡족 자치구 - 구이저우성, 하이난성, 홍콩, 후베이성 - 후난성, 장쑤성, 장시성, 마카오 - 상하이시, 티베트 자치구, 윈난성, 저장성                                           |
| 싱가포르 (상세)     | 싱가포르     | 사무국                                           | 싱가포르                                   | - 싱가포르 - 태국 - 필리핀 - 인도네시아 - 말레이시아 - 브루나이 |
| 워싱턴 D.C. (상세)  | 미국         | 사무국                                           | 워싱턴 D.C.                                | - 미국 - 워싱턴 D.C. |
| 베를린              | 독일         | 주뮌헨 퀘벡 정부 대표부 산하 무역 사무소         | 베를린                                     | - 독일 - 오스트리아 - 스위스 |
| 필라델피아          | 미국         | 주뉴욕 퀘벡 정부 대표부 산하 무역 사무소         | 필라델피아 보관됨 2022-12-12 - 웨이백 머신 | - 미국 - 필라델피아를 포함한 펜실베이니아주 지역 |
| 칭다오              | 중국         | 주베이징 퀘벡 정부 대표부 산하 무역 사무소       | 칭다오                                     | - 중국 - 산둥성 |
| 선전                | 중국         | 주상하이 퀘벡 정부 대표부 산하 무역 사무소       | 선전                                       | - 중국 - 광둥성, 홍콩, 마카오 |
| 실리콘 밸리         | 미국         | 주로스앤젤레스 퀘벡 정부 대표부 산하 무역 사무소 | 실리콘 밸리                                | - 미국 - 실리콘 밸리를 포함한 캘리포니아주 북부 지역 |

| 국제 기구 주재 대표부                                  | 소재지      | 공식 웹사이트 |
| ------------------------------------------------------ | ----------- | ------------- |
| 프랑코포니 및 다자간 업무 담당 퀘벡 정부 대표부        | 프랑스 파리 | 프랑코포니    |
| 유네스코 주재 캐나다 정부 대표부 산하 퀘벡 정부 대표부 | 프랑스 파리 | 유네스코      |

출처: 퀘벡 정부